# 판코니 증후군
판코니 증후군(영어: Fanconi syndrome, /fɑːnˈkoʊni/, /fæn-/)은 신장 근위 세뇨관의 부적절한 재흡수 증후군이다. 이 증후군은 다양한 기저 선천성 또는 후천성 질환, 독성(예: 독성 중금속) 또는 약물 부작용으로 인해 발생할 수 있다. 이로 인해 대사의 다양한 소분자가 세뇨관액(예: 포도당, 아미노산, 요산, 인산염 및 중탄산염)에서 재흡수되지 않고 소변으로 전달된다. 판코니 증후군은 근위세뇨관, 즉 체액이 사구체를 통해 여과된 후 체액을 처리하는 세뇨관의 첫 번째 부분인 근위곡세관(PCT)과 다음으로 이어지는 근위직근세뇨관(직장부)에 영향을 미친다.
다양한 형태의 판코니 증후군은 근위세뇨관의 다양한 기능에 영향을 미치고 다양한 합병증을 초래할 수 있다. 중탄산염의 손실은 제2형 또는 근위 신세뇨관 산증을 초래한다. 인산염이 손실되면 뼈 질환 구루병과 골연화증이 발생한다(비타민 D와 칼슘 수치가 적절하더라도). 이는 인산염이 어린이의 뼈 발달과 성인의 지속적인 뼈 대사에 필요하기 때문이다.

## 증상
- 다뇨증, 다음증, 탈수
- 구루병, 골연화증 (성인)
- 산성혈증
- 저칼륨혈증
- 저인산혈증
- 단백뇨